# Ugia serrilinea
Ugia serrilinea är en fjärilsart som beskrevs av George Francis Hampson 1926. Ugia serrilinea ingår i släktet Ugia och familjen nattflyn. Inga underarter finns listade i Catalogue of Life.